# NGC 4247
NGC 4247 في الفهرس العام الجديد، هي مجرة، تقع في كوكبة العذراء. اكتشفت في 25 فبراير 1868 بواسطة جورج ماري سيرل.

## روابط خارجية
- NGC 4247 على موقع ويكي سكاي: DSS2, SDSS, GALEX, IRAS, Hydrogen α, X-Ray, Astrophoto, Sky Map, Articles and images